# Marcel Bio
Pour les articles homonymes, voir Bio.
Marcel Bio est un joueur de pétanque béninois.

## Carrière
Considéré comme l'un des meilleurs tireurs au monde, il est le capitaine de l'équipe nationale du Bénin.
A participé en toute humilité au challenge Monié Capallera 2025 à Lamanère (Pyrénées Orientales).

## Palmarès
- 2016 : Vice-champion du monde[3]
- 2019 : 3e place lors du 7e championnat d'Afrique de pétanque en triplette (organisé à Lomé du 13 au 16 juin 2019)[4]
- 2019 : 1re place lors du 7e championnat d'Afrique de tirs de précision[5]